# Bocce ai XIX Giochi del Mediterraneo
I tornei dei bocce ai XIX Giochi del Mediterraneo si sono svolti dal 26 al 29 giugno 2022 al LOFA Complex di Es Senia.
Si è gareggiato in sei categorie diverse, sia maschili sia femminili, suddivise nelle tre discipline previste dal programma: pétanque, volo e raffa.

## Calendario
Il calendario delle gare è stato il seguente:
| ● | Finali |

| Giugno | Giugno | Giugno | Giugno | Giugno | Giugno | Giugno | Luglio | Luglio | Luglio | Luglio | Luglio | Luglio |
| 24     | 25     | 26     | 27     | 28     | 29     | 30     | 01     | 02     | 03     | 04     | 05     | 06     |
|        |        | ●      | ●      | ●      | 12     |        |        |        |        |        |        |        |

## Risultati

### Uomini
| Evento                        | Oro                                    | Argento                                    | Bronzo                                   |
| Pétanque                      |                                        |                                            |                                          |
| Doppio (dettagli)             | Francia Yohan Cousin Lucas Desport     | Marocco Mohamed Bajjioui Lhoussain Akbas   | Italia Saverio Amormino Andrea Chiapello |
| Tiro di precisione (dettagli) | Ibrahim Arslantas                      | Mohamed Khaled Bougriba                    | Mohamed Faycal Ouaghlissi                |
| Volo                          |                                        |                                            |                                          |
| Tiro progressivo (dettagli)   | Alexandre Chirat                       | Stefano Pegoraro                           | Marino Miličević                         |
| Tiro di precisione (dettagli) | Sebastien Belay                        | Luigi Grattapaglia                         | Dejan Kovačević                          |
| Raffa                         |                                        |                                            |                                          |
| Singolare (dettagli)          | Mattia Visconti                        | Ahmet Emen                                 | Enrico Dall'Olmo                         |
| Doppio (dettagli)             | Italia Mattia Visconti Marco Di Nicola | San Marino Enrico Dall'Olmo Jacopo Frisoni | Libia Rashed Alswesi Mahmud Issa         |

### Donne
| Evento                        | Oro                                          | Argento                                   | Bronzo                                   |
| Pétanque                      |                                              |                                           |                                          |
| Doppio (dettagli)             | Tunisia Asma Belli Mouna Béji                | Spagna Sara Diaz Reyes Melani Homar Mayol | Turchia Gülçin Esen Beyza Tatarli        |
| Tiro di precisione (dettagli) | Mouna Béji                                   | Sara Diaz Reyes                           | Karima Ghariz                            |
| Volo                          |                                              |                                           |                                          |
| Tiro progressivo (dettagli)   | İnci Ece Öztürk                              | Ria Vojković                              | Serena Traversa                          |
| Tiro di precisione (dettagli) | Buket Öztürk                                 | Valentina Basei                           | Tadeja Petrič                            |
| Raffa                         |                                              |                                           |                                          |
| Singolare (dettagli)          | Bahar Çil                                    | Lamia Aissioui                            | Flavia Morelli                           |
| Doppio (dettagli)             | San Marino Anna Maria Ciucci Stella Paoletti | Italia Flavia Morelli Ilaria Treccani     | Algeria Lamia Aissioui Chahrezad Chibani |

## Medagliere
| Posizione | Paese      | Oro | Argento | Bronzo | Totale |
| --------- | ---------- | --- | ------- | ------ | ------ |
| 1         | Turchia    | 4   | 1       | 1      | 6      |
| 2         | Francia    | 3   | 0       | 0      | 3      |
| 3         | Italia     | 2   | 4       | 3      | 9      |
| 4         | Tunisia    | 2   | 1       | 0      | 3      |
| 5         | San Marino | 1   | 1       | 1      | 3      |
| 6         | Spagna     | 0   | 2       | 0      | 2      |
| 7         | Algeria    | 0   | 1       | 2      | 3      |
| 8         | Croazia    | 0   | 1       | 1      | 2      |
| 8         | Marocco    | 0   | 1       | 1      | 2      |
| 10        | Libia      | 0   | 0       | 1      | 1      |
| 10        | Serbia     | 0   | 0       | 1      | 1      |
| 10        | Slovenia   | 0   | 0       | 1      | 1      |
| Totale    | Totale     | 12  | 12      | 12     | 36     |